# Жениленко В'ячеслав Миколайович
В'ячеслав Миколайович Жениленко (нар. 27 червня 1972, Кременчук, Полтавська область, УРСР) — радянський та український футболіст, нападник. У вищій лізі чемпіонату України виступав за миколаївський «Евіс». У складі миколаївської команди провів 266 матчів (рекорд клубу).

## Життєпис
Футболом розпочав займатися в ДЮСШ № 2 Кременчука, перший тренер — Леонід Платіцин. У 1989 зіграв 5 матчів за «Кремінь» у Другій лізі.
Продовжив навчання в Києві в республіканському інтернаті під керівництвом Федіра Медвідя та Олександра Ринського. У 1990 році значився в дублі київського «Динамо», але жодної гри там не провів і незабаром перейшов у «Динамо» (Біла Церква).
У Вищій лізі чемпіонату України дебютував у складі миколаївського «Евіса». У миколаївську команду навесні 1992 року його запросив тренер Леонід Малий. Дебют Жениленка відбувся 30 березня 1992 року в виїзному матчі з сімферопольською «Таврією». По ходу сезону 1992/93 років миколаївський клуб очолив Леонід Колтун. Він не бачив у складі Жениленка, тому В'ячеслав перейшов у херсонську «Таврію». Три роки по тому, коли на чолі команди став Євген Кучеревський, повернувся в Миколаїв. Всього у складі МФК «Миколаїв» (за два періоди) у чемпіонатах провів 266 матчів (рекорд команди в чемпіонатах України) та відзначився 7-а голами, у багатьох матчах виходив на поле з капітанською пов'язкою. Востаннє у футболці МФК «Миколаїв» зіграв 27 листопада 2004 року в домашньому матчі з донецьким «Шахтарем-2».
Сто матчів провів Жениленко в команді рідного міста — «Кремінь». У 2008 році увійшов до тренерського штабу клубу. Влітку 2013 року, коли команду очолив Сергій Свистун, Жениленко перейшов на адміністративну посаду.

## Досягнення
СК «Миколаїв»
- Перша ліга України
  -  Чемпіон (1): 1997/98

## Сім'я
Одружений з дочкою воротаря Анатолія Ставки. Два сини: Владислав та Кирило.